# Mysella narchii
Mysella narchii is een tweekleppigensoort uit de familie van de Montacutidae. De wetenschappelijke naam van de soort is voor het eerst geldig gepubliceerd in 2006 door Passos & Domaneschi.